# El Rosario (Loja)
El Rosario ist eine Ortschaft und eine Parroquia rural („ländliches Kirchspiel“) im Kanton Chaguarpamba der ecuadorianischen Provinz Loja. Die Parroquia besitzt eine Fläche von 91,64 km². Die Einwohnerzahl lag im Jahr 2010 bei 495.

## Lage
Die Parroquia El Rosario liegt in den westlichen Anden im Süden von Ecuador. Das Areal liegt in Höhen zwischen 480 m und 1276 m. Der etwa 800 m hoch gelegene Hauptort befindet sich 11 km nordnordöstlich des Kantonshauptortes Chaguarpamba. Die Parroquia liegt zwischen dem Río Yaguachi im Süden sowie dem Río Pindo und dessen linken Quellfluss Río Ambacos im Norden und im Osten. Im Süden des Verwaltungsgebietes verläuft nördlich des Río Yaguachi ein 1200 m hoher Bergkamm. Die Straße Zambi–Portovelo führt entlang dem linken Flussufer von Río Ambacos und Río Pindo.
Die Parroquia El Rosario grenzt im Nordwesten, im Norden und im Nordosten an die Provinz El Oro mit den Parroquias Capiro und San Roque (beide im Kanton Piñas) sowie Portovelo und Salatí (beide im Kanton Portovelo). Die Parroquia El Rosario grenzt im Südosten an die Parroquia Guayquichuma, im Süden an die Parroquia Chaguarpamba sowie im äußersten Südwesten an die Parroquia Buenavista.

## Geschichte
Das Gebiet gehörte ursprünglich zur Parroquia Chaguarpamba im Kanton Paltas. Am 8. August 1958 wurde die Gründung der Parroquia El Rosario im Registro Oficial N° 584 bekannt gemacht und wirksam. Am 27. Dezember 1985 wurde die Parroquia El Rosario Teil des neu geschaffenen Kantons Chaguarpamba.